# Florida City, Florida
Florida City, gradić u južnoj Floridi u okrugu Miami-Dade; preko 7.800 stanovnika prema popisu iz 2000. Grad je osnovan pod imenom Detroit. Nasatao je dolaskom prvih trideset obitelji 1910. koje ostaju u Homesteadu dok nisu sagrađene njihove kuće, da bi već 1914. bio registriran i preimenovan u Florida City.
Na sjeveru i istoku granići s Homesteadom, a prostire se na 8.3 km² (3.2 mi²). U gradu se nalaze većinom hoteli i drugi turistički sadržaji, a u njegovim granicama je ženski zatvor, odgojna ustanova Homestead, gdje kazne odlužuje preko 700 žena, od kojih su neke osuđene doživotno, među kojima i Clover Boykin.
U kolovozu 1992. godine oba grada, i Florida City i Homestead, katastroifalno su stradali od uragana Andrew koji je pogodio južnu Floridu i druge dijelove SAD-a. Florida City bila je 80% uništena